# Lúcio Fádio Rufino
Lúcio Fádio Rufino (em latim: Lucius Fadius Rufinus) foi um senador romano nomeado cônsul sufecto para o nundínio de maio a agosto de 113 com Lúcio Estertínio Nórico. Plínio, o Jovem o chama de vir eggregius ("pessoa vulgar") em uma de suas cartas.